# Malaguti Phantom
Il Malaguti Phantom è uno scooter prodotto dalla casa motociclistica italiana Malaguti dal 1993 al 2011 in oltre 450 mila esemplari.
Inizialmente disponibile nella sola cilindrata di 50 cm³, il Phantom ha incontrato un buon successo soprattutto tra il pubblico giovanile, confrontandosi con gli altri modelli di successo del mercato come ad esempio il Booster, o l'Aerox della Yamaha.
Questo scooter varia da un peso di 89 kg a 102 kg

## Il contesto
Presentato al salone di Milano nell’ottobre del 1993 la produzione dell’F12 Phantom parte alla fine dello stesso anno e le vendite in Italia iniziano dai primi mesi del 1994. 
Nei suoi primi dieci anni di produzione ne sono stati venduti oltre 350 mila esemplari e per festeggiare il traguardo nel 2003 venne presentata la versione speciale “Capirex” con le grafiche ispirate alla Ducati Desmosedici guidata da Loris Capirossi nel MotoGP.
Fino al 2006 è stato prodotto in due versioni con la sigla F12, diverse per il tipo di impianto di raffreddamento, a liquido o ad aria, ed anche in versioni di cilindrata superiore, da 100, 125, 200 e 250 cm³. I modelli con cilindrate da 125 cm³ e superiori sono detti Phantom Max, hanno tutti motore a 4 tempi (Piaggio Leader sul 125, Quasar sul 250) con raffreddamento a liquido, un telaio più grande, ed alcune differenze estetiche rispetto alle versioni 50 e 100 cm³ (come la conformazione del faro posteriore completamente diversa).
Nel 2006 è stato presentato il nuovo modello 50 cm³, ovvero il Phantom F12R.
Il modello F12R è motorizzato con un propulsore Minarelli in posizione orizzontale per la versione a raffreddamento a liquido con doppio freno a margherita, mentre per la versione a raffreddamento ad aria monta un motore della Keeway Motors con freno anteriore a margherita e posteriore a tamburo. Alimentato da un carburatore Gurtner Phva 12 mm. 
L'elettronica per tutti i modelli è realizzata da Ducati Energia, con versioni diverse in base all'omologazione dello scooter: i modelli Euro 0 o Euro 1 sono equipaggiati con l'accensione Ducati a 6 poli, mentre i modelli Euro 2 e superiori sono equipaggiati con una versione più recente a 12 poli. Sempre in questi ultimi modelli l'impianto elettrico vede la presenza di un regolatore di carburazione agente sul circuito del minimo, di un sensore di posizione del comando gas (tps) e di una centralina che gestisce la carburazione e l'anticipo, al fine di abbattere le emissioni inquinanti.
Il Phantom nel corso della sua storia ha subito modifiche di piccola natura sino all'avvento del modello 2007; il primo aggiornamento ha interessato la linea, ridisegnando la pedana (ampliando l'appoggio destinato al passeggero) e modificando il disegno della sella, eliminando il guscio in plastica, lasciando un sellone biposto con maniglie  per il passeggero ben integrate nella linea complessiva del mezzo infine è stata modificata la mascherina del fanale anteriore.
Oltre a questo la strumentazione si è evoluta, abbandonando gli strumenti analogici in favore di un display LCD multifunzione, con comando sul blocchetto sinistro per poter accedere alle varie modalità. Il display occupa il posto centrale della strumentazione, negli altri 2 spazi sono alloggiate le spie di servizio come quelle per fari e frecce.
Nel corso degli anni sono stati modificati gli impianti di frenata, fino al 1999 le versioni ad aria e a liquido montavano posteriormente un freno a tamburo, tranne nella versione 100cc che anche se raffreddato ad aria montava il disco freno sia all anteriore che al posteriore. La versione a liquido che era commercializzata solo in versione 50cc montava  il freno a disco anteriore  e posteriore.
Ci sono molte case che costruiscono pezzi speciali per migliorare le prestazioni del motore, tra cui Polini, Malossi, Top performances, Pinasco e molte altre specializzate nell'estetica.